# بلاي فريم ورك
بلاي فريم ورك (بالإنجليزية: Play Framework)‏ هو إطار عمل ويب مفتوح المصدر يسمح بإنشاء تطبيقات ويب بسرعة سواء بلغة جافا (بالإنجليزية: Java)‏ أو سكالا (بالإنجليزية: Scala)‏، يتشابه بلاي فريم ورك مع أطر أخرى (بالإنجليزية: Frameworks web)‏ مثل جانغو (بالإنجليزية: Django)‏ و روبي أون ريلز (بالإنجليزية: Ruby on Rails)‏